# Neomyennis appendiculata
Neomyennis appendiculata är en tvåvingeart som först beskrevs av Friedrich Georg Hendel 1909.  Neomyennis appendiculata ingår i släktet Neomyennis och familjen fläckflugor. Inga underarter finns listade i Catalogue of Life.